# Пријевор (Чачак)
Пријевор је насеље у Србији у општини Чачак у Моравичком округу. Према попису из 2022. било је 1440 становника.
Овде се налазе Црква Светог великомученика Георгија у Пријевору, Лазаревића чардак у Пријевору, Железничка станица Пријевор и ОШ „Божо Томић” Пријевор. Овде су рођени Предраг Раковић и Божо Томић.
Овде постоји археолошко налазиште Чуљевине.

## Култура
У селу Пријевор је постојала Народна библиотека и читаоница још 1934. године и она је радила до почетка Другог светског рата. Након завршетка рата мештани отварају библиотеку која је радила до 1963. године. После дванаестогодишње паузе огранак ове библиотеке поново почиње са радом, а током 1985. године добија посебне просторије у обновљеном Дому културе. На лето 1995. године библиотечки стационар је затворен и тек 2002. године огранак је реновиран и поново отворен. Библиотека у Пријевору ради као огранак Градске библиотеке „Владислав Петковић Дис“, отворена је четвртком, има око 2.000 књига и 200 чланова.

## Демографија
У насељу Пријевор живи 1324 пунолетна становника, а просечна старост становништва износи 42,9 година (42,1 код мушкараца и 43,8 код жена). У насељу има 465 домаћинстава, а просечан број чланова по домаћинству је 3,39.
Ово насеље је великим делом насељено Србима (према попису из 2002. године).
|  |

| Демографија | Демографија | Демографија |
| Година      | Становника  | Становника  |
| ----------- | ----------- | ----------- |
| 1948.       | 1.526       |             |
| 1953.       | 1.500       |             |
| 1961.       | 1.537       |             |
| 1971.       | 1.522       |             |
| 1981.       | 1.563       |             |
| 1991.       | 1.537       | 1.526       |
| 2002.       | 1.576       | 1.601       |
| 2011.       | 1.603       |             |

| Етнички састав према попису из 2002.‍ | Етнички састав према попису из 2002.‍ | Етнички састав према попису из 2002.‍ | Етнички састав према попису из 2002.‍ | Етнички састав према попису из 2002.‍ |
| ------------------------------------ | ------------------------------------ | ------------------------------------ | ------------------------------------ | ------------------------------------ |
|                                      |                                      |                                      |                                      |                                      |
| Срби                                 | Срби                                 |                                      | 1.564                                | 99,23%                               |
| Руси                                 | Руси                                 |                                      | 2                                    | 0,12%                                |
| Хрвати                               | Хрвати                               |                                      | 1                                    | 0,06%                                |
| Украјинци                            | Украјинци                            |                                      | 1                                    | 0,06%                                |
| непознато                            | непознато                            |                                      | 7                                    | 0,44%                                |

| Година пописа     | 1948. | 1953. | 1961. | 1971. | 1981. | 1991. | 2002. |
| ----------------- | ----- | ----- | ----- | ----- | ----- | ----- | ----- |
| Број домаћинстава | 304   | 331   | 367   | 398   | 440   | 445   | 465   |

| Број чланова      | 1  | 2   | 3  | 4  | 5  | 6  | 7  | 8 | 9 | 10 и више | Просек |
| ----------------- | -- | --- | -- | -- | -- | -- | -- | - | - | --------- | ------ |
| Број домаћинстава | 75 | 114 | 73 | 71 | 61 | 49 | 12 | 7 | 0 | 3         | 3,39   |

| Пол    | Укупно | Неожењен/Неудата | Ожењен/Удата | Удовац/Удовица | Разведен/Разведена | Непознато |
| ------ | ------ | ---------------- | ------------ | -------------- | ------------------ | --------- |
| Мушки  | 694    | 190              | 417          | 47             | 17                 | 23        |
| Женски | 674    | 122              | 413          | 115            | 13                 | 11        |
| УКУПНО | 1.368  | 312              | 830          | 162            | 30                 | 34        |

| Пол    | Укупно                    | Пољопривреда, лов и шумарство | Рибарство                            | Вађење руде и камена | Прерађивачка индустрија       |
| ------ | ------------------------- | ----------------------------- | ------------------------------------ | -------------------- | ----------------------------- |
| Мушки  | 303                       | 53                            | 0                                    | 1                    | 101                           |
| Женски | 171                       | 47                            | 0                                    | 3                    | 27                            |
| УКУПНО | 474                       | 100                           | 0                                    | 4                    | 128                           |
| Пол    | Производња и снабдевање   | Грађевинарство                | Трговина                             | Хотели и ресторани   | Саобраћај, складиштење и везе |
| Мушки  | 13                        | 29                            | 28                                   | 4                    | 34                            |
| Женски | 1                         | 2                             | 23                                   | 0                    | 7                             |
| УКУПНО | 14                        | 31                            | 51                                   | 4                    | 41                            |
| Пол    | Финансијско посредовање   | Некретнине                    | Државна управа и одбрана             | Образовање           | Здравствени и социјални рад   |
| Мушки  | 2                         | 5                             | 7                                    | 6                    | 2                             |
| Женски | 2                         | 3                             | 4                                    | 16                   | 25                            |
| УКУПНО | 4                         | 8                             | 11                                   | 22                   | 27                            |
| Пол    | Остале услужне активности | Приватна домаћинства          | Екстериторијалне организације и тела | Непознато            | Непознато                     |
| Мушки  | 1                         | 0                             | 0                                    | 17                   | 17                            |
| Женски | 3                         | 0                             | 0                                    | 8                    | 8                             |
| УКУПНО | 4                         | 0                             | 0                                    | 25                   | 25                            |